# Наум Спанос
Наум Спанос с псевдоним капитан Апикрандос (на гръцки: Ναούμ Σπανός, καπετάν Απίκραντος) е гръцки революционер от Костурско, деец на Гръцката въоръжена пропаганда.

## Биография
Наум Спанос е роден в костурската паланка Хрупища, тогава в Османската империя, днес Аргос Орестико, Гърция. Брат е на Йоан Спанос и внук на Стерьос Спанос. По произход е влах. В 1897 година води чета по време на Гръцкото четническо движение в Македония през Гръцко-турската война. След войната е в Атина, където действа срещу дейците на ВМОРО. След амнистия от страна на турските власти в 1901 година се завръща в Македония. Установява контакти с митрополит Германос Каравангелис и влиза в четата на Вангел Георгиев. В 1901 година по поръчка на Каравангелис убива българския свещеник в Зелениче Коста. През декември 1901 година отвежда синовете на Коте Христов в Атина. Заловен от полицията за контрабанда, се връща в Македония в 1903 година и оглавява чета, действаща в Костенарията до декември 1904 година, когато се скарва с върховния главнокомандващ на гръцките чети в Западна Македония - Георгиос Цондос (Вардас). Живее в Пирея и Неа Смирни до смъртта си в 1955 година.
В Хрупища има поставен негов бюст и улица носи името му.